# Ginesta de Montpeller
La ginesta de Montpeller és un nanofaneròfit perennifoli, pertanyent a les lleguminoses, natiu del Mediterrani. És considerada una espècie invasora a alguns dels llocs on va ser introduïda.

## Descripció
És un arbust densament foliós de fins a 3 m d'alçada. Les branques són alternes i estriades. Les fulles són també alternes i trifoliolades, verdes a l'anvers i més clares i pubescents al revers. Les flors es disposen en inflorescències corimbiformes, les quals se situen en branquillons laterals. El calze és bilabiat, amb el llavi superior bipartit i l'inferior tridentat. La corol·la és papilionàcia i groga. El fruit és un llegum pilós de fins a 3 cm de llarg, ferm i dur. Pot ser transportat fàcilment per l'aigua o pels animals. S'obren violentament per tal de poder dispersar les llavors el més lluny possible, diversos metres. Una volta que la planta arriba als 4 dm pot viure entre 10-20 anys. Una planta madura pot arribar a produir unes 10.000 llavors per estació, cosa que li permet rebrotar després d'una tala o un incendi, ajudant-li a conquerir nous hàbitats una volta és introduïda.

## Distribució
Originalment està distribuïda per l'Europa mediterrània i el nord-oest d'Àfrica, les Açores i les Illes Canàries. Degut a la seua baixa tolerància a les gelades respecte a altres espècies del mateix gènere, és més comuna a les regions més calentes, i a baixa altura. Es troba a la línia costanera i a les illes solelloses, millor a zones amb una bona precipitació anual i sòls arenosos.
Als Països Catalans es pot trobar aquesta espècie a Barcelona, Girona, les Illes Balears i Tarragona.

## Invasivitat
En ser introduïda en una nova àrea pot arribar a convertir-se en una espècie invasora. El seu vigor i preferència pel clima mediterrani la converteix en una espècie amb molt d'èxit a Califòrnia i al nord-oest del Pacífic, on és considerada una autèntica mala herba, cobrint més de 40.000 hectàrees. També està molt dispersa a Austràlia, on ja ha conquerit 60.000 ha i és considerada una planta invasora.
La planta competeix amb la vegetació nativa i normalment guanya. Forma denses pastures on les altres espècies no poden créixer per l'elevada competència. Les seues grosses tiges són aprofitades com a farratge per a animals domèstics i/o salvatges. Altres efectes nocius inclou la seua habilitat per a estendre les seues llavors fins a àrees reforestades o pertorbades. A més, del seu caràcter piròfit i la seua toxicitat (fulles i llavors), en contindre alcaloides tòxics per a molts grans animals domèstics.

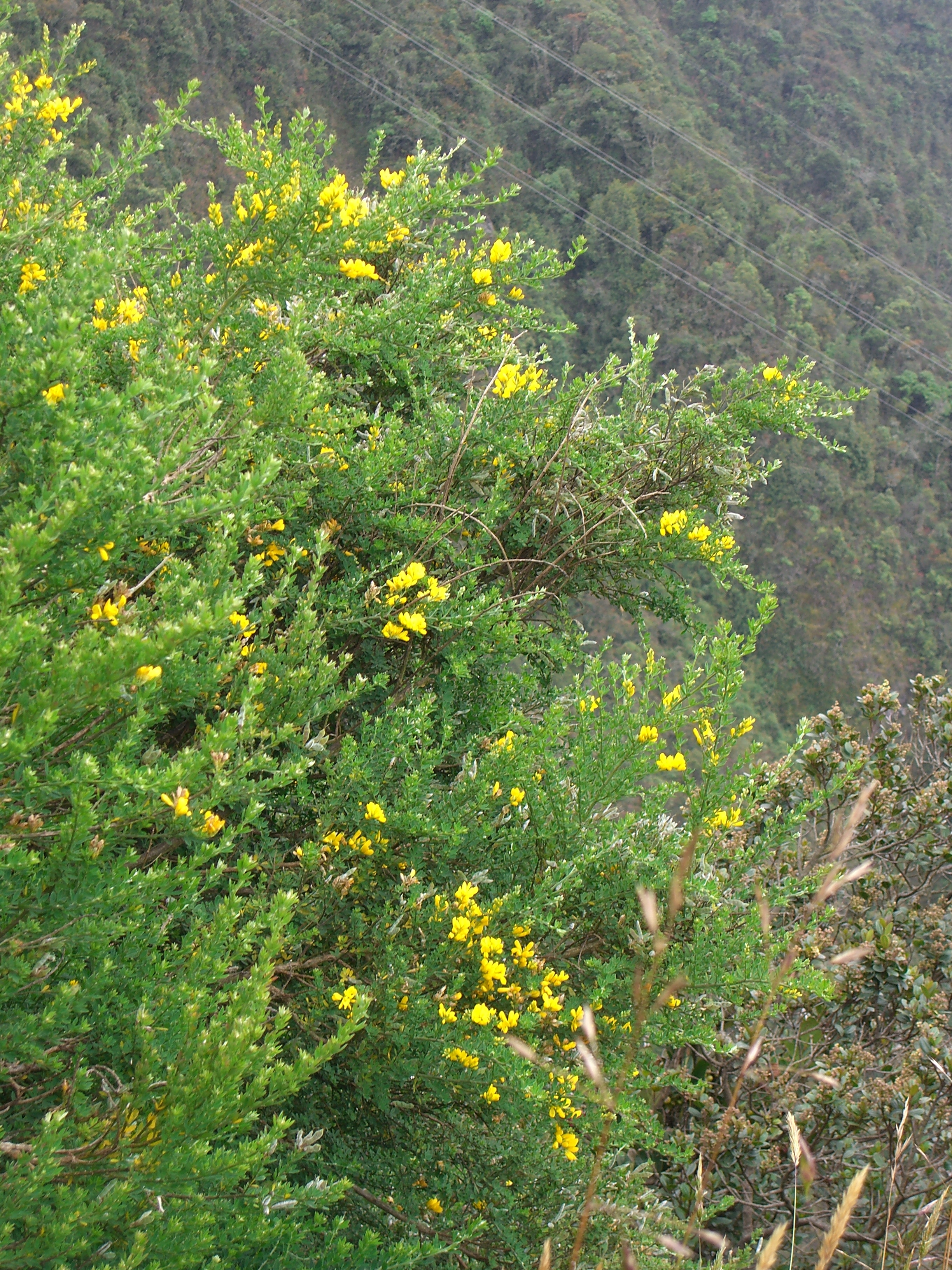
Ginesta de Montpeller trobada al Cerro de Guadalupe a Bogotà.